# Odoteu
Odoteu ou Edoteu (em latim: Odotheus/Aedotheus) foi um chefe grutungo do século IV que em 386 liderou incursão no Império Romano através do Danúbio. Ele foi derrotado pelo general romano Promoto e os sobreviventes da campanha foram poupados e assentados na Frígia para mais tarde talvez serem utilizados pelo imperador Teodósio (r. 378–395) em sua campanha contra o usurpador Magno Máximo (r. 383–388).

## História

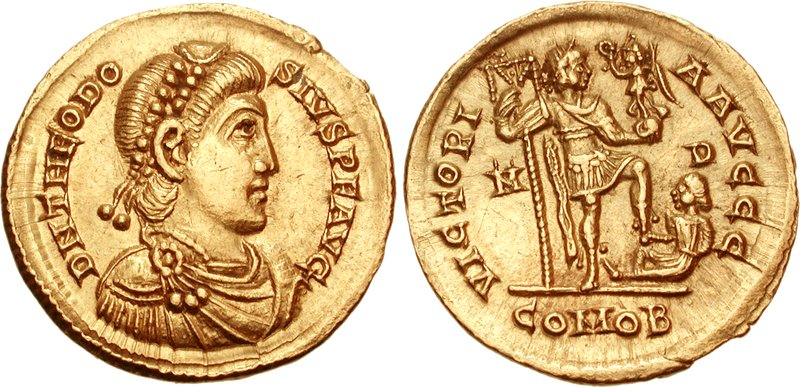
Soldo de Teodósio I r.

Após a admissão de vários godos no Império Romano em 376 liderados por Fritigerno, ainda havia números substanciais deles em vários territórios ao norte e leste do Danúbio inferior. No ano 386, o rei Odoteu liderou seu povo em direção ao território romano, possivelmente fugindo dos hunos; essa justificativa é questionada por Peter Heather. Odoteu confrontou o exército romano e foi morto pelo general Promoto. Segundo Garcia Moreno, Odoteu poderia ser neto do nobre Odulfo.
O historiador Zósimo fornece duas versões dos eventos, embora se considere que, de fato, sejam a mesma história. Segundo ele, os invasores chamavam-se grotingos e havia dentre eles um traidor que informou o plano dos invasores a Promoto. O imperador Teodósio (r. 378–395), que estava perto, libertou os godos sobreviventes na esperança de usá-los em sua próxima campanha contra Magno Máximo (r. 383–388). Os sobreviventes foram assentados na Frígia, com alguns sendo incorporados ao exército e outros tornando-se agricultores.